# Военна академия на бронетанковите войски
Военната академия на бронетанковите войски (на руски: Военная академия бронетанковых войск) е военно учебно заведение в Москва.

## История
Академията е създадена на 13 май 1932 г. въз основа на постановление №039 на Съвета по труда и отбраната на СССР със заповед на Революционния военен съвет (РВС). Неин пръв началник е латвиецът Жан Зонберг.
Тя се формира като обединение на Факултета по механизация и моторизация към Военно-техническата академия „Ф. Е. Дзерджински“ с Московския автотракторен институт „М. В. Ломоносов“. Новосъздадената академия се състои от 4 факултета: команден, експлоатационен, конструкторски и промишлен. Създадени са курсове за усъвършенстване на командния състав на автобронетанковите войски, които нямат специално образование.
Носи следните имена (без официално добавяните ордени и звания):
- от 1932 г.: Военна академия по механизация и моторизация на РККА
- от 1933 г.: Военна академия по механизация и моторизация на РККА „Й. В. Сталин“
- от 1943 г.: Военна академия на бронетанковите и механизираните войски на Червената армия „Й. В. Сталин“
- от 1954 г.: Военна академия на бронетанковите войски „Й. В. Сталин“
- от 1961 г.: Военна академия на бронетанковите войски
- от 1967 г.: Военна академия на бронетанковите войски „Р. Я. Малиновски“ (ВАБВ)

На 1 ноември 1998 година, съгласно постановление на Правителството на Русия от 29.08.1998 г., на базата на ВАБВ „Малиновски“, Военната академия „М. В. Фрунзе“ и Висшите офицерски курсове Изстрел „Б. М. Шапошников“ е образувана Общовойскова академия на Въоръжените сили на Руската федерация.

## Началници
1. Жан Фрицевич Зонберг (май 1932 – август 1933)
2. Командир на корпус Маркиан Яковлевич Германович (август 1933 – юни 1936)
3. Дивизионен инженер Иван Андреевич Лебедев (юни 1936 – октомври 1939)
4. Генерал-майор от танковите войски, генерал-лейтенант от танковите войски Григорий Николаевич Ковалев (октомври 1939 – март 1947)
5. Генерал-лейтенант от танковите войски Борис Георгиевич Вершинин (март 1947 – ноември 1947)
6. Генерал-лейтенант от танковите войски Иван Дмитриевич Василев (юни 1948 – май 1954)
7. Маршал от бронетанковите войски Семьон Илич Богданов (май 1954 – април 1956)
8. Генерал-полковник Филип Иванович Голиков (април 1956 – януари 1958)
9. Главен маршал от бронетанковите войски Павел Алексеевич Ротмистров (януари 1958 – април 1964)
10. Генерал-полковник от танковите войски Владимир Иванович Жданов (юни 1964 – октомври 1964)
11. Генерал-полковник Петър Алексеевич Марков (октомври 1964 – юни 1967)
12. Маршал от бронетанковите войски Амазасп Хачатурович Бабаджанян (юни 1967 – май 1969)
13. Генерал-полковник Олег Александрович Лосик